# Lasia nigripes
Lasia nigripes är en tvåvingeart som först beskrevs av Philippi 1865.  Lasia nigripes ingår i släktet Lasia och familjen kulflugor. Inga underarter finns listade i Catalogue of Life.